# Kostelní Lhota
Kostelní Lhota è un comune della Repubblica Ceca facente parte del distretto di Nymburk, in Boemia Centrale.